# Bandeira de Marrocos
A bandeira de Marrocos (em árabe: علم المغرب) é a bandeira usada pelo governo de Marrocos e tem servido como bandeira nacional do Marrocos desde 17 de novembro de 1915. Tem um campo vermelho com um pentagrama verde no centro. A estrela verde representa os cinco pilares do Islão e a vermelha representa o sangue dos antepassados e a unidade.  
O vermelho tem um significado histórico considerável no Marrocos em virtude de sua associação com a dinastia alauita, que usava um campo vermelho como sua bandeira. A casa governante foi associada ao profeta islâmico Maomé por meio de Fátima, esposa de Ali, o quarto califa muçulmano. Vermelho também é a cor usada pelos xerifes de Meca e pelos imanes do Iémen.
Em 17 de novembro de 1915, o sultão Iúçufe assinou um dahir marroquino apresentando o desenho atual da bandeira. 
Enquanto o Marrocos estava sob controle francês e espanhol, a bandeira vermelha com o pentagrama permaneceu em uso, mas apenas no interior, já que sua bandeira marítima era proibido. Quando a independência foi restaurada em 1955, ela voltou a ser a bandeira nacional.

## Projeto
A definição legal da bandeira afirma que as cores são vermelho brilhante e verde-palmeira. Especificações de cores mais precisas não são conhecidas. A tabela a seguir mostra as cores RGB usadas na arte no site do Reino de Marrocos, juntamente com as aproximações CMYK e Pantone para impressão.
| Esquema de cores | Vermelho brilhante | Verde-palmeira |
| ---------------- | ------------------ | -------------- |
| RGB              | 183, 49, 44        | 0, 99, 65      |
| Hexadecimal      | #B7312C            | #006341        |
| CMYK             | 0, 73, 76, 28      | 100, 0, 34, 61 |
| Pantone          | 7620 C             | 3425 C         |

### Folha de construção e variantes

O pentagrama não entrelaçado
O pentagrama não entrelaçado mais grosso
O pentagrama entrelaçado
O pentagrama entrelaçado de 1/6 do círculo

## História
No século XVII, quando Marrocos passou a ser governado pela atual dinastia alauita, sua bandeira era inicialmente vermelha sólida. [carece de fontes?] O Xarifado de Meca usaram essa cor como referência.
| “ | Para ser conhecido neste livro, que Deus mantenha seu valor e esteja ao redor do centro da graça e alegria em sua órbita, que devido à promoção de nossos assuntos Reino Sherifiano, a disseminação de sua glória e orgulho, a necessidade de atribuir uma bandeira que o distinga do resto dos reinos, já que a bandeira de nossos ancestrais sagrados costumava ser muito semelhante a algumas outras bandeiras, especialmente aquelas usadas nos sinais marítimos, nossa nobre visão decidiu distinguir nossa bandeira alegre fazendo o selo de Salomão de cinco pontas no meio em verde, pedindo ao deus todo-poderoso para mantê-lo balançando com os ventos da fortuna e ambição para este tempo e o devir, Amém e paz. | ” |
|   | — Mawlay Yousef. |   |

| “ | De acordo com o sétimo artigo da Constituição, o emblema do Reino será uma bandeira vermelha com uma estrela verde de cinco pontas no centro. A bandeira será feita de tecido vermelho vivo, opaco e retangular. A estrela será aberta, verde-palmeira, composta por cinco braços contínuos e tecida no mesmo tecido, devendo ser visível em ambos os lados da bandeira. Uma de suas pontas deverá apontar para cima. A haste dimensão vertical de uma bandeira da bandeira equivale a dois terços de sua haste comprimento horizontal de uma bandeira. A estrela está inscrita em um círculo invisível cujo raio é igual a um sexto do comprimento horizontal de uma bandeira comprimento horizontal de uma bandeira e cujo centro é o ponto de intersecção das linhas diagonais invisíveis do formato retangular da bandeira. A largura de cada um dos braços da estrela será do seu comprimento. | ” |
|   | — Maomé VI de Marrocos. |   |

Bandeira de Marrocos durante a dinastia alauita (1666–1915)
Bandeira da República do Rife (1921–1926)
Bandeira mercante do protetorado francês em Marrocos (1919–1956)
Bandeira mercante do protetorado espanhol em Marrocos (1937–1956)
Bandeira mercante da Zona Internacional de Tânger (1953–1957)

Apresentações amplas e verticais

Em 8 de maio de 2010, uma bandeira marroquina com um tamanho de 60 409,78 metro quadrados (Predefinição:Convert/sqft acre), pesando 20 000 quilogramas (22 tonelada curtas), foi instalado em Dakhla, uma cidade no território disputado do Saara Ocidental. Foi certificada pelo Guinness World Records como a maior bandeira já hasteada. 

### Outras bandeiras nacionais

Alferes civil
Alferes naval
Bandeira naval
Bandeira real
Padrão real